# Eucithara diaglypha
Eucithara diaglypha is een slakkensoort uit de familie van de Mangeliidae. De wetenschappelijke naam van de soort is voor het eerst geldig gepubliceerd in 1897 door Hervier.